# 戀愛CHU!
《戀愛CHU!》是日本Visual Art's公司旗下品牌SAGA PLANETS在2001年3月23日發售的戀愛冒險類型成人遊戲，2001年8月31日發售Fan disc。GN Software在2003年11月27日發售Dreamcast版《戀愛CHU! Happy Perfect》（恋愛CHU! ハッピーパーフェクト）。2005年3月25日發售《ウソツキは天使のはじまり -天CHU!スペシャルBOX-》，收錄兩作的XP版。除了發售遊戲外也還發售CD、小說等相關作品。

## 故事
橘慎悟有位在交友網站上認識的女網友NANA，有天學生宿舍來了一位轉入男學生神崎七瀬並且成為慎悟的室友，七瀬主動表明自己真實身份是NANA，兩人就這樣開始展開秘密的同居生活。

## 角色

### 主要角色
橘慎悟
本作的男主角，鷹宰學園的學生。
神崎七海
男主角的網友NANA，為了和男主角在一起而變裝成男學生並且利用雙子弟弟神崎七瀬的身份入學而成為男主角的同學和室友。不擅長和男主角以外的男性交談。
須藤澪
男主角的化學特別課程同組同學，成績經常第一名的優秀學生。
佐伯美月
男主角的青梅竹馬，新聞部的部員。
月島花梨
麵包店ボランティア的店長女兒，將男主角視為哥哥仰慕，不喜歡被人當成小孩看待。

### 次要角色
仁科彌生
男主角的班級老師和英語老師，茶道部的顧問。
樋口若菜
美月的親友，園藝部的部員。
月島野花
花梨的姊姊，獨居的短期大學學生，偶爾會回到老家幫忙。
ライム・リーガン
出生在日本的美國少女，七海的英語特別課程同學，因為在日本長大而不擅長英語，喜歡七瀬。
川崎太陽

### 其他角色
男主角的同學和親友，籃球部的王牌球員。
伊集院光
男主角和太陽的朋友，美形的少爺。
寮のおばちゃん
學生宿舍的管理人。

## 主題曲
- 片頭曲[4]

作詞：KOTOKO　作曲：中澤伴行　歌：KOTOKO TO AKI

- 片尾曲[5]

作詞：KOTOKO　作曲：中澤伴行　歌：SHIHO

## 相關商品
小說
PARADIGM在2001年發售（ISBN 978-4894901247）和（ISBN 978-4894901285），作者和插畫和遊戲一樣是TAMAMI和有末つかさ。
CD
是Lantis公司在2001年9月5日發售，全部收錄26曲。

## 外部連結
- SAGA PLANETS （页面存档备份，存于）（日語）
- http://sagaplanets.product.co.jp/works/renchu/renchu.htm （页面存档备份，存于）SAGA PLANETS（日語）
- http://sagaplanets.product.co.jp/works/lovechu/fandisc.htm （页面存档备份，存于）SAGA PLANETS（日語）
- GN Software（日語）
- 《戀愛CHU!》在視覺小說數據庫的頁面 （英文）